# Eilicrinia unimacularia
Eilicrinia unimacularia is een vlinder uit de familie van de spanners (Geometridae). De wetenschappelijke naam van de soort is voor het eerst geldig gepubliceerd in 1914 door Rudolf Püngeler.